# 劉憲 (楽浪郡)
劉 憲（りゅう けん、? - 25年）は、中国漢王朝の武帝が紀元前108年に朝鮮半島に設置した植民地・楽浪郡の太守。後漢建武元年、楽浪郡の漢族系豪族・王調が叛乱を起こし、「大将軍楽浪太守」を自称して独立するという事件が勃発した。この事件の際に、楽浪太守・劉憲は王調によって殺害された。